# Сан-Кристован (станция метро)
Сан-Кристован (порт. Estação São Cristóvão) — станция Линии 2 метрополитена Рио-де-Жанейро. Станция располагается между районами Сан-Кристован и Маракана города Рио-де-Жанейро. Открыта в 1981 году.
Станция имеет три выхода: Ferroviária, Senador Furtado и Radial Oeste.

## Окрестности
- Кинта-да-Боа-Виста
- Зоопарк Рио-де-Жанейро
- Национальный музей Бразилии
- Фигейра-ди-Мелу — стадион футбольного клуба «Сан-Кристован», воспитанниками которого являлись, в частности, Леонидас да Силва и Роналдо.